# Louis Hubert Farabeuf

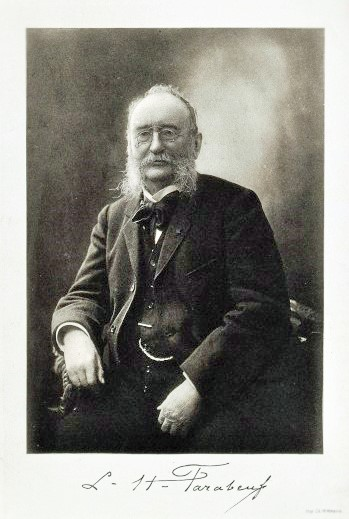

Louis Hubert Farabeuf, född 6 maj 1841 i Bannost, departementet Seine-et-Marne, död 13 augusti 1910 i Paris, var en fransk kirurg och anatom.
Farabeuf blev 1871 medicine doktor i Paris, 1876 professeur agrégé samt 1886 professor i anatomi. Han är berömd såsom en utmärkt lärare och utgav en mängd större och mindre skrifter, bland dem Précis du manuel opératoire (1872, fjärde upplagan 1893–95). Han blev 1897 ledamot av medicinska akademien.